# Rogeria belti
Rogeria belti es una especie de hormiga del género Rogeria, tribu Solenopsidini, familia Formicidae. Fue descrita científicamente por Mann en 1922.
Se distribuye por Belice, Brasil, Colombia, Costa Rica, Guatemala, Honduras, México, Nicaragua, Panamá y Venezuela. Se ha encontrado a elevaciones de hasta 1570 metros. Habita en bosques tropicales y húmedos.